# Xanthorhoe procne
Xanthorhoe procne är en fjärilsart som beskrevs av Fawcett 1916. Xanthorhoe procne ingår i släktet Xanthorhoe och familjen mätare. Inga underarter finns listade i Catalogue of Life.